# Re-Pa
Re-Pa é o clássico de futebol entre Clube do Remo e Paysandu Sport Club, ambos sediados na cidade de Belém, capital do estado do Pará, confronto também conhecido como o Clássico Rei da Amazônia, já que envolve as duas maiores forças do futebol da Região Norte do Brasil. Provavelmente é o clássico mais disputado do futebol mundial, com 779 partidas realizadas.
Além de terem as maiores torcidas da região, os jogos entre Remo e Paysandu são conhecidos e admirados pelos grandes públicos mesmo quando os times não atravessam boa fase. A imagem do Mangueirão lotado pelo Fenômeno Azul, como é conhecida a torcida do Remo, e Fiel Bicolor, denominação dada à torcida do Paysandu, demonstra o fanatismo do torcedor paraense pelo futebol.
No dia 4 de maio de 2016, o clássico foi declarado patrimônio cultural imaterial do Estado do Pará, sendo qualificado como uma expressão cultural do povo paraense.
No dia 2 de junho de 2020, em votação realizada em redes sociais, foi eleito o maior clássico do Brasil.

## História

### Gênese dos clubes
O Clube do Remo foi fundado no dia 5 de fevereiro de 1905, originalmente com a denominação de Grupo do Remo.  Como o próprio nome já diz, era um clube inicialmente voltado para as regatas. Em 1908 a agremiação foi extinta, precisando-se de mais três anos para que um conjunto de onze rapazes – o famoso Cordão dos Onze Rowers Remistas – sacramentasse a reorganização azulina. O departamento de futebol foi criado em 1913, ano do primeiro título estadual. A partir do dia 7 de agosto de 1914, passa a se chamar definitivamente pelo nome de Clube do Remo.
Já o Paysandu é fruto do inconformismo dos integrantes do Norte Clube com a decisão da Liga Paraense de Foot-Ball em não anular o empate de 1 a 1 com o Guarani, no dia 13 de novembro de 1913, acusando diversas irregularidades, resultado que beneficiou o Grupo do Remo. Liderados por Hugo de Abreu Leão, 42 desportistas decidiram extinguir o Norte Clube e fundar no dia 2 de fevereiro de 1914, o Paysandu Foot-Ball Club, que permaneceu com esse nome durante 17 dias, quando recebeu a denominação Paysandu Sport Club.

### O primeiro jogo
O primeiro jogo dos mais de 700 disputados entre Remo e Paysandu ao longo dos tempos foi realizado no dia 14 de junho de 1914, pelo Campeonato Paraense de Futebol. O Leão venceu por 2 a 1, gols de Rubilar (o primeiro da história do clássico) e Bayma (contra), com Matthews, um inglês, marcando para os bicolores. Os clubes tiveram as seguintes escalações:
- Remo: Corintho; Lulu, Mustard; Galdino, Aimée, Carlito; Macedo, Dudu, Antonico, Infante e Rubilar.[4]
- Paysandu: Romariz; Bayma, Silvio; Jaime, Moura Palha, Mitchell; Hugo Leão, Garcia, Guimarães,[4] Matthews e Arthur Moraes.[5]

### O início da rivalidade
Inicialmente, Remo e Paysandu mantinham uma relação até certo ponto amigável. Entretanto isso mudou no dia 23 de janeiro de 1915, quando o primeiro secretário azulino, Elzemann, enviou um ofício para Antônio Barros (presidente bicolor na época), tratando da realização de uma partida cuja renda seria utilizada para ajudar financeiramente as equipes. Os bicolores enviaram um ofício-resposta, cercado de termos insultuosos à proposta azulina. Em um segundo ofício, a Diretoria do Paysandu aceitou o desafio, sem que deixasse de lado os insultos e injúrias. No dia seguinte, o Clube do Remo mandou outro ofício dando término às relações amistosas entre os times. Era o início de uma das maiores rivalidades do futebol brasileiro.

### A maior goleada
Em 22 de julho de 1945 o Paysandu aplicou a maior goleada do clássico: 7 a 0 em pleno estádio Evandro Almeida.
1º Turno do Campeonato Paraense de 1945
| 22 de julho de 1945 | Remo | 0 – 7     | Paysandu                                                                                | Estádio da Travessa Antônio Baena, Belém |
|                     |      | Relatório | Soiá 4’ 2T' 9’ 2T' 20’ 2T' · Hélio 37’ 1T' 24’ 2T' · Farias 1’ 2T' · Nascimento 44’ 2T' | Público: 5,000 Renda: CR$ 25.000,00 Árbitro: Alberto Monard da Gama Malcher Filho Auxiliares: Antônio Francisco Monteiro e Madson Leite Vasconcelos |

- Remo: Tico Tico, Jesus, Expedito, Mariosinho, Rubens, Vicente, Monard, Jeju, Jango, Capi e Boró.
- Paysandu: Palmério, Izan, Athenágoras, Mariano, Manoel Pedro, Nascimento, Arleto, Farias, Hélio, Guimarães e Soiá.

### O tabu
Entre janeiro de 1993 e junho de 1997, o Remo ficou 33 jogos sem perder para o Paysandu, impondo a maior invencibilidade do confronto. O Remo venceu 21 partidas e empatou 12.
| Lista de Jogos |                     |            |                         |                                 |
| 1              | Remo 0 x 0 Paysandu | Mangueirão | 31 de janeiro de 1993   | Torneio Pará-Ceará              |
| 2              | Remo 1 x 0 Paysandu | Mangueirão | 7 de fevereiro de 1993  | Torneio Pará-Ceará              |
| 3              | Remo 0 x 0 Paysandu | Baenão     | 16 de maio de 1993      | Campeonato Paraense             |
| 4              | Remo 1 x 0 Paysandu | Curuzu     | 20 de maio de 1993      | Campeonato Paraense             |
| 5              | Remo 3 x 1 Paysandu | Baenão     | 23 de maio de 1993      | Campeonato Paraense             |
| 6              | Remo 1 x 0 Paysandu | Baenão     | 5 de julho de 1993      | Campeonato Paraense             |
| 7              | Remo 1 x 1 Paysandu | Baenão     | 26 de julho de 1993     | Campeonato Paraense             |
| 8              | Remo 1 x 0 Paysandu | Mangueirão | 29 de julho de 1993     | Campeonato Paraense             |
| 9              | Remo 1 x 0 Paysandu | Mangueirão | 4 de agosto de 1993     | Campeonato Paraense             |
| 10             | Remo 2 x 1 Paysandu | Mangueirão | 7 de setembro de 1993   | Campeonato Brasileiro           |
| 11             | Remo 1 x 1 Paysandu | Mangueirão | 6 de outubro de 1993    | Campeonato Brasileiro           |
| 12             | Remo 1 x 0 Paysandu | Mangueirão | 23 de janeiro de 1994   | Torneio Pará-Ceará              |
| 13             | Remo 4 x 3 Paysandu | Mangueirão | 30 de janeiro de 1994   | Torneio Pará-Ceará              |
| 14             | Remo 0 x 0 Paysandu | Mangueirão | 10 de abril de 1994     | Campeonato Paraense             |
| 15             | Remo 0 x 0 Paysandu | Mangueirão | 24 de abril de 1994     | Campeonato Paraense             |
| 16             | Remo 0 x 0 Paysandu | Mangueirão | 8 de maio de 1994       | Campeonato Paraense             |
| 17             | Remo 2 x 1 Paysandu | Mangueirão | 4 de junho de 1994      | Campeonato Paraense             |
| 18             | Remo 1 x 1 Paysandu | Mangueirão | 26 de junho de 1994     | Campeonato Paraense             |
| 19             | Remo 2 x 2 Paysandu | Mangueirão | 11 de julho de 1994     | Campeonato Paraense             |
| 20             | Remo 1 x 1 Paysandu | Mangueirão | 19 de julho de 1994     | Campeonato Paraense             |
| 21             | Remo 2 x 0 Paysandu | Mangueirão | 21 de julho de 1994     | Campeonato Paraense             |
| 22             | Remo 1 x 0 Paysandu | Mangueirão | 2 de abril de 1995      | Campeonato Paraense             |
| 23             | Remo 1 x 0 Paysandu | Mangueirão | 11 de junho de 1995     | Campeonato Paraense             |
| 24             | Remo 0 x 0 Paysandu | Curuzu     | 3 de agosto de 1995     | Amistoso                        |
| 25             | Remo 1 x 0 Paysandu | Baenão     | 7 de agosto de 1995     | Amistoso                        |
| 26             | Remo 4 x 0 Paysandu | Mangueirão | 31 de março de 1996     | Campeonato Paraense             |
| 27             | Remo 2 x 0 Paysandu | Mangueirão | 25 de abril de 1996     | Campeonato Paraense             |
| 28             | Remo 1 x 0 Paysandu | Mangueirão | 6 de maio de 1996       | Campeonato Paraense             |
| 29             | Remo 2 x 1 Paysandu | Mangueirão | 4 de julho de 1996      | Campeonato Paraense             |
| 30             | Remo 1 x 1 Paysandu | Mangueirão | 22 de setembro de 1996  | Campeonato Brasileiro - Série B |
| 31             | Remo 4 x 2 Paysandu | Mangueirão | 16 de fevereiro de 1997 | Seletivo à Copa Norte           |
| 32             | Remo 2 x 1 Paysandu | Mangueirão | 13 de abril de 1997     | Campeonato Paraense             |
| 33             | Remo 3 x 1 Paysandu | Mangueirão | 7 de maio de 1997       | Campeonato Paraense             |

## Estatísticas e recordes
Segundo dados do jornalista Ferreira da Costa, autor dos livros "A História do Clássico Re x Pa" e "Remo x Paysandu - O Clássico mais disputado do futebol mundial - 700 jogos", fornecidos ao jornal O Liberal em 2012 e atualizados a partir de então, o clássico tem as suas estatísticas gerais descritas no quadro acima.
Goleadas
- Maior goleada do Paysandu: 7 a 0 em 22 de julho de 1945
- Maior goleada do Remo: 7 a 2 em 5 de março de 1939.

Artilheiros
- Hélio (Paysandu): 47 gols.
- Itaguary (Remo/Paysandu): 30 gols.
- Quarenta (Paysandu) e Cacetão (Paysandu): 28 gols
- Bené (Paysandu): 26 gols.
- Quiba (Remo): 24 gols.
- Carlos Alberto Urubu (Paysandu): 23 gols.
- Jaime (Remo|Paysandu): 22 gols.
- Farias (Paysandu) e Jeju (Remo/Paysandu): 21 gols.
- Santo Antônio (Remo): 19 gols

Maior artilheiro em um só jogo
- Jango, do Clube do Remo, que marcou cinco gols na goleada azulina de 7 a 2 sobre o Paysandu em 1939.

Jogador que mais atuou
- Quarentinha, que disputou 135 clássicos pelo Papão entre 1955 e 1973.

Invencibilidades
- Remo: 33 jogos, de 31 de janeiro de 1993 a 7 de maio de 1997.
- Remo: 24 jogos, de 17 de abril de 1973 a 10 de março de 1976.
- Remo: 15 jogos, de 21 de agosto de 1983 a 10 de outubro de 1984.
- Paysandu: 13 jogos, de 29 de janeiro de 1970 a 9 de setembro de 1970.
- Remo: 12 jogos, de 18 de setembro de 1977 a 29 de abril de 1979.
- Paysandu: 11 jogos, de 19 de novembro de 2000 a 24 de fevereiro de 2002 (maior invencibilidade do século 21)[14].

Maior sequência de vitórias
- Paysandu: 9 vitórias consecutivas, de 28 de março de 1943, a 14 de maio de 1944.

Cidades
1. Belém, 761 jogos.
2. Paramaribo (Suriname), 3 jogos.
3. Macapá (Amapá), Santarém e São Luís (Maranhão), 2 jogos.
4. Cametá, Bragança, Soure, Barcarena e Castanhal, 1 jogo.

## Estádios
O primeiro estádio de um clássico Re-Pa foi a atual Curuzu (Paysandu), em 14 de julho de 1914, na época pertencente à firma Ferreira & Comandita, com um público estimado em 2 mil pessoas. A Curuzu já recebeu 190 jogos.
Inaugurado em 15 de agosto de 1917, o Baenão foi durante vários anos, o principal estádio paraense. O Baenão recebeu um total de 204 confrontos entre Remo e Paysandu.
Desde 1978, a maioria dos clássicos passou a ser disputada no Mangueirão, por ter maior capacidade, conforto e segurança para o torcedor. Prova disso é que apesar de mais novo, o Colosso do Benguí já recebeu 219 clássicos, sendo atualmente o estádio que mais vezes recebeu o clássico.
Há ainda o Souza, de propriedade da Tuna Luso Brasileira, palco de 46 partidas entre Remo e Paysandu.
Esses dados são atualizados a partir do livro Remo x Paysandu – O Clássico mais disputado do futebol mundial – 700 jogos (2009). No total, esses quatro estádios de Belém receberam 653 jogos, até então. Os mais de cem clássicos restantes ou foram disputados em outras cidades, ou não foi possível saber o local da partida.

## Torcidas
Pesquisa do Instituto GPP, exclusiva sobre a distribuição de torcidas no Estado do Pará em 2013, apontou as torcidas de Remo (14,5%) e Paysandu (14%) empatadas tecnicamente (margem de erro de 3,4 p.p., o que explica a alternância entre elas em outras pesquisas realizadas) e ambas com mais de 1 000 000 de torcedores (1 170 719 e 1 130 399 respectivamente), considerando a população paraense de 8 073 924 habitantes em 2014.

## Maiores públicos
- Acima de 40 000

1. Remo 1 - 0 Paysandu, 65.000, 11 de julho de 1999
2. Remo 1 - 1 Paysandu, 64 010, 29 de abril de 1979
3. Remo 1 - 0 Paysandu, 52.973, 8 de abril de 1979
4. Remo 2 - 1 Paysandu, 51 304, 26 de agosto de 1979
5. Paysandu 0 - 0 Remo, 48 180, 4 de fevereiro de 2024
6. Remo 1 - 0 Paysandu, 48 141, 13 de setembro de 1992
7. Remo 0 - 2 Paysandu, 41 932, 23 de março de 2003
8. Remo 0 - 1 Paysandu, 41 891, 20 de Março de 2005
9. Remo 1 - 0 Paysandu, 41 869, 20 de setembro de 1981
10. Remo 0 - 2 Paysandu, 41 700, 16 de novembro de 1980
11. Remo 2 - 1 Paysandu, 41 604, 26 de janeiro de 2013
12. Remo 2 - 0 Paysandu, 41 409, 22 de janeiro de 2006
13. Remo 1 - 2 Paysandu, 41 140, 30 de janeiro de 2005

## Confrontos no Campeonato Paraense
- Jogos: 361.
- Vitórias do Remo: 126.
- Vitórias do Paysandu: 111.
- Empates: 124.
- Gols do Remo: 429.
- Gols do Paysandu: 425.

Último jogo considerado: Remo 0x1 Paysandu final (volta) do Campeonato Paraense de 2025.

## Confrontos em competições nacionais
| Vitórias do Remo | Empate | Vitórias do Paysandu |

### Campeonato Brasileiro
Histórico em todas divisões
- Jogos: 35.
- Vitórias do Remo: 11.
- Vitórias do Paysandu: 10.
- Empates: 14.
- Gols do Remo: 40.
- Gols do Paysandu: 40.
- Último Jogo considerado: Remo 0x1 Paysandu, Pela 13ª Rodada da Série B 2025.

Série A
- Jogos: 10.
- Vitórias do Remo: 3.
- Vitórias do Paysandu: 2.
- Empates: 5.
- Gols do Remo: 11.
- Gols do Paysandu: 9.

| Data                    | Estádio    | Casa     | Visitante | Placar | Gols (casa)                                             | Gols (visitante)                          |
| ----------------------- | ---------- | -------- | --------- | ------ | ------------------------------------------------------- | ----------------------------------------- |
| 18 de novembro de 1973  | Baenão     | Remo     | Paysandu  | 1–1    | Roberto Diabo Louro 40'                                 | Ivair 44'                                 |
| 19 de maio de 1974      | Baenão     | Remo     | Paysandu  | 0–0    |                                                         |                                           |
| 7 de setembro de 1975   | Baenão     | Remo     | Paysandu  | 2–0    | Alcino 67', 69'                                         |                                           |
| 7 de setembro de 1976   | Baenão     | Remo     | Paysandu  | 5–2    | Amaral 10', 46', Feitosa 36', Mesquita 56', Zezinho 75' | Lula 41', 85'                             |
| 6 de novembro de 1977   | Baenão     | Remo     | Paysandu  | 0–0    |                                                         |                                           |
| 26 de março de 1978     | Mangueirão | Remo     | Paysandu  | 0–0    |                                                         |                                           |
| 24 de fevereiro de 1985 | Mangueirão | Paysandu | Remo      | 1–0    | Chico Spina 64'                                         |                                           |
| 7 de abril de 1985      | Mangueirão | Remo     | Paysandu  | 0–3    |                                                         | Chico Spina 55', 86', Marcos Nogueira 64' |
| 7 de setembro de 1993   | Mangueirão | Remo     | Paysandu  | 2–1    | Ageu Sabiá 31', Mário César 79'                         | Marcos Roberto 48'                        |
| 6 de outubro de 1993    | Mangueirão | Paysandu | Remo      | 1–1    | Marcos Roberto 45'                                      | Giovanni 37'                              |

Série B
- Jogos: 17.
- Vitórias do Remo: 5.
- Vitórias do Paysandu: 6.
- Empates: 6.
- Gols do Remo: 19.
- Gols do Paysandu: 22.

| Data                   | Estádio    | Casa     | Visitante | Placar | Gols (casa)                          | Gols (visitante)                         |
| ---------------------- | ---------- | -------- | --------- | ------ | ------------------------------------ | ---------------------------------------- |
| 24 de outubro de 1971  | Baenão     | Remo     | Paysandu  | 0-1    |                                      | Moreira ?'                               |
| 17 de novembro de 1971 | Curuzu     | Paysandu | Remo      | 0-2    |                                      | Robilotta ?' e Jeremias ?'               |
| 30 de setembro de 1989 | Mangueirão | Remo     | Paysandu  | 0–2    |                                      | Mazinho ?' e Dadinho ?'                  |
| 28 de outubro de 1989  | Mangueirão | Paysandu | Remo      | 1–1    | Edmilson ?'                          | Eduardo ?'                               |
| 3 de março de 1991     | Mangueirão | Paysandu | Remo      | 3–0    |                                      | Mazinho ?' e Cacaio ?'                   |
| 3 de abril de 1991     | Mangueirão | Remo     | Paysandu  | 1–1    | Jorginho Macapá ?'                   | Edil ?'                                  |
| 1 de setembro de 1996  | Mangueirão | Remo     | Paysandu  | 3–2    | Ageu Sabiá ?' Zé Raimundo ?'         | Osmar ?', Jean ?'                        |
| 22 de setembro de 1996 | Mangueirão | Paysandu | Remo      | 1–1    | Zé Aleixo ?'                         | Edil Highlander ?'                       |
| 17 de outubro de 1999  | Mangueirão | Remo     | Paysandu  | 2–1    | Marcelo Passos ?'                    | Ricardo ?'                               |
| 13 de setembro de 2000 | Mangueirão | Paysandu | Remo      | 0–0    |                                      |                                          |
| 12 de novembro de 2000 | Mangueirão | Remo     | Paysandu  | 3–2    | Robinho 6', 63' (pen), 77'           | Richardson 1', Zé Augusto 53'            |
| 19 de novembro de 2000 | Mangueirão | Paysandu | Remo      | 1–1    | Sandro Goiano ?'                     | Jurinha ?'                               |
| 9 de setembro de 2001  | Curuzu     | Paysandu | Remo      | 3–1    | Jóbson ?', Vandick ?', Albertinho ?' | Ivo ?'                                   |
| 27 de outubro de 2001  | Baenão     | Remo     | Paysandu  | 1–1    | Gino ?'                              | Negretti ?'                              |
| 28 de julho de 2006    | Mangueirão | Remo     | Paysandu  | 0–2    |                                      | Balão 22', 42'                           |
| 31 de outubro de 2006  | Mangueirão | Paysandu | Remo      | 1–3    | Aldrovani 15'                        | Izaías 14', Alex Oliveira 65' (pen), 76' |
| 21 de junho de 2025    | Mangueirão | Remo     | Paysandu  | 0-1    |                                      | Diogo Oliveira 72'                       |

Série C
- Jogos: 8.
- Vitórias do Remo: 3.
- Vitórias do Paysandu: 2.
- Empates: 3.
- Gols do Remo: 10.
- Gols do Paysandu: 8.

| Data                   | Estádio        | Casa     | Visitante | Placar | Gols (casa)                                            | Gols (visitante)                   |
| ---------------------- | -------------- | -------- | --------- | ------ | ------------------------------------------------------ | ---------------------------------- |
| 23 de junho de 2019    | Mangueirão     | Remo     | Paysandu  | 0-1    |                                                        | Anderson Uchôa 74'                 |
| 25 de agosto de 2019   | Mangueirão     | Paysandu | Remo      | 1-1    | Vinicius Leite 73'                                     | Wesley 06'                         |
| 3 de outubro de 2020   | Mangueirão     | Paysandu | Remo      | 2–3    | Wesley Matos 82', Nicolas 87'                          | Helio 53', Marlon 62', Wallace 89' |
| 5 de dezembro de 2020  | Mangueirão     | Remo     | Paysandu  | 0–0    |                                                        |                                    |
| 20 de dezembro de 2020 | Mangueirão     | Remo     | Paysandu  | 3–1    | Paulo Ricardo 15' (GC), Augusto 63', Rafael Jensen 71' | Nicolas 5'                         |
| 10 de janeiro de 2021  | Mangueirão     | Paysandu | Remo      | 0–1    |                                                        | Salatiel 35'                       |
| 3 de julho de 2022     | Banpará Baenão | Remo     | Paysandu  | 2–2    | Fernandinho 41', Anderson Uchôa 54'                    | José Aldo 45', Robinho 61'         |
| 17 de julho de 2023    | Mangueirão     | Paysandu | Remo      | 1-0    | Mário Sérgio 33' (pen)                                 |                                    |

### Copa Verde
- Última partida: Paysandu 1x1 Remo em 10 de abril de 2024
- Jogos: 14
- Vitórias do Remo: 3
- Vitórias do Paysandu: 6
- Empates: 5
- Gols: 30
- Gols do Remo: 13
- Gols do Paysandu: 17

### Copa Norte
- Última partida: Remo 1x2 Paysandu em 7 de Abril de 2002
- Jogos: 4
- Vitórias do Remo: 1
- Vitórias do Paysandu: 1
- Empates: 2
- Gols: 6
- Gols do Remo: 3
- Gols do Paysandu: 3

### Torneio Norte-Nordeste
- Última partida: Paysandu 2x2 Remo em 21 de Outubro de 1970
- Jogos: 3
- Vitórias do Remo: 1
- Vitórias do Paysandu: 0
- Empates: 2
- Gols: 7
- Gols do Remo: 4
- Gols do Paysandu: 3

## Clássicos históricos
- O primeiro clássico ocorreu no dia 14 de junho de 1914, quando o ainda Grupo do Remo venceu o recém-fundado Paysandu Sport Club por 2 a 1, em jogo realizado no estádio da firma Ferreira & Comandita (atual Curuzu), que nesse dia celebrava a sua inauguração.
- A primeira vitória bicolor veio em 31 de janeiro de 1915, quando o Paysandu venceu o Clube do Remo por 2 a 0, em jogo que fez parte do Festival Esportivo. Essa partida marcou a estreia dos irmãos suíços (Abel Barros, autor dos gols, e Antônio), que deram mais consistência ao time.
- O primeiro gol da goleada de 5 a 1 que o Remo impôs ao Paysandu, no dia 15 de outubro de 1922, foi marcado por Santana (Remo) com 1 minuto de jogo, um recorde na história do clássico.
- No dia 26 de maio de 1935, o Remo reinaugurou o seu estádio, com uma emocionante vitória de 5 a 4 no Re-Pa.
- No dia 5 de março de 1939, o Clube do Remo impôs a sua maior goleada no clássico: 7 a 2, em jogo válido pela taça Abelardo Conduru. O azulino Jango marcou 5 gols e tornou-se o recordista de gols em uma partida.
- Em 1939, surgia o “Esquadrão de Aço”, denominação pela qual ficou conhecida a poderosa equipe bicolor famosa por aplicar grandes goleadas aos seus adversários. Prova disso foi a vitória de 6 a 3 no Re-Pa, dia 15 de outubro.
- Durante o ano de 1943, o Paysandu emplacou nove vitórias seguidas em Re-Pa's. Dentre elas, destacam-se as goleadas de 4 a 0, em 7 de setembro, e 7 a 1, em 21 de novembro (a segunda maior da história do clássico).
- No dia 22 de julho de 1945, foi registrada a maior vitória do Clássico Rei da Amazônia: Paysandu 7 a 0 Remo, válido pelo 1º turno do Campeonato Paraense de Futebol. O curioso é que o primeiro tempo terminou com o placar de 1 a 0, gol de Hélio. A segunda etapa foi marcada pelo show do atacante Soiá, que marcou três gols. Completaram a goleada: Farias, Hélio e Nascimento.
- A vitória de 2 a 0 do Paysandu sobre o Remo em 21 de dezembro de 1947 foi o penúltima partida alviazul no Campeonato Paraense daquele ano, que garantiu o título do pentacampeonato ao Papão, maior feito do clube na história do Parazão, com uma rodada de antecedência.
- Em 8 de janeiro de 1950, o Remo venceu o Paysandu por 4 a 1, na segunda partida da série melhor-de-três, e sagrou-se supercampeão paraense de 1949, que acabou com um jejum de nove anos do clube sem títulos estaduais.
- No dia 9 de fevereiro de 1958, o Paysandu conseguiu sua 100ª vitória no Re-Pa, ao vencer o Remo por 2 a 1.
- A 100ª vitória azulina veio em 8 de dezembro de 1959, também com um placar de 2 a 1.
- Com o empate de 3 a 3 no dia 24 de abril de 1960, o Paysandu ficou com o título do Parazão de 1959. O árbitro José Gomes Sobrinho (RJ) denunciou o empresário Manuel Francisco (“Manu”) à direção da Federação Paraense de Desportos, acusando-o de CR$ 100 mil para uma das equipes, que ele não definiu.
- No terceiro jogo da decisão extra do campeonato de 1961, realizado no dia 8 de abril de 1962, o Paysandu sagrou-se campeão ganhando o clássico por 1 a 0, com um gol do ponteiro-esquerdo Ércio, em chute de longa distância que desviou em um “montinho artilheiro” que enganou o goleiro reserva azulino Édgar, substituto do titular Arlindo, e entrou para o fundo das redes sacramentando o título bicolor.
- No dia 25 de março de 1966, na Curuzu, o Paysandu deu um baile no Clube do Remo vencendo por 3 a 0, em jogo que marcou as estreias de Oberdan e Bené – o maior artilheiro bicolor de todos os tempos com 250 gols marcados –, acabando com uma invencibilidade de 27 partidas do Clube do Remo.
- Com Danilo Alvim no comando e Amoroso no ataque, o Clube do Remo conquistou o título de campeão paraense invicto de 1968, graças ao empate de 2 a 2 com o Paysandu, no dia 14 de julho de 1968. Quando o Papão vencia por 2 a 1, o atacante azulino de muita fama no Rio de Janeiro, onde ganhou o apelido de “Pé de coelho”, aproveitou a falha do zagueiro bicolor Abel, partiu em disparada e chutou no contra-pé do goleiro Omar, sacramentando a conquista, para a festa da torcida do Leão em plena Curuzu.
- No dia 13 de outubro de 1971, Remo e Paysandu decidiram o título do Campeonato Paraense na Curuzu. O Leão começou ganhando por 2 a 0, mas o Papão buscou o empate, forçando uma prorrogação de 30 minutos. Com gol de Moreira aos 12 minutos da segunda etapa, o Paysandu ganhou a partida por 3 a 2 e conquistou o título.
- No dia 13 de agosto de 1972 ocorreu um dos Re-Pa's mais emblemáticos. Era a decisão do terceiro turno do Campeonato Paraense. O Paysandu venceu por 1 a 0, gol de Alfredinho, no Baenão. Mas um detalhe marcou aquela partida: o Remo colocou cinco bolas na trave adversária - alguns dizem que foram sete. Com esse resultado, Paysandu, Remo e Tuna venceram um turno cada, sendo necessária a realização de um Supercampeonato entre os três. O Paysandu acabaria se tornando bi e supercampeão de 1972.
- Entre o final de 1972 e o início de 1976, o Clube do Remo ficou 24 jogos sem perder para o maior rival (14 vitórias e 10 empates). Nesse período, o Leão foi tricampeão paraense invicto em 1973, 1974 e 1975, sendo o último título conquistado através de uma vitória de 2 a 1 sobre o Paysandu, no Baenão, em 3 de agosto de 1975.
- A goleada de 5 a 2 do Clube do Remo sobre o Paysandu no dia 7 de setembro de 1976, válido pelo Campeonato Brasileiro, levou 33 487 torcedores ao Baenão, registrando o maior público da história do estádio. Com a vitória, o Leão quebrou uma invencibilidade de 31 jogos do rival na temporada.
- O empate de 1 a 1 do dia 3 de fevereiro de 1977 foi o primeiro clássico Re-Pa disputado fora do país. A partida ocorreu no Suriname Stadium, em Paramaribo (Suriname), válido pelo Torneio Internacional de Paramaribo.
- Em 1978 foi oficialmente inaugurado o Mangueirão, o maior estádio da Região Norte do Brasil. Contudo, o primeiro clássico realizado neste estádio foi disputado ainda em 1977 no dia 6 de novembro, um empate em 0 a 0. O primeiro gol do clássico foi marcado por Mego no dia 30 de agosto de 1978, na 3ª partida ali realizada, vitória azulina por 2 a 0.
- No ano de 1979, o Paysandu contratou o goleador Dadá Maravilha. A estreia do jogador foi justamente em um clássico, no dia 8 de abril, que prometeu marcar o gol “sossega Leão”. Entretanto, quem começou ganhando foi o Remo através de Bira, mas o folclórico atacante cumpriu a promessa e empatou o jogo para delírio da torcida.
- Nos anos 80, apesar da seca de títulos, o Remo impôs um tabu de 15 jogos invictos sobre o Paysandu, entre 1983 e 1984, sendo este o terceiro maior na história do clássico.
- Em 1992, o Paysandu foi campeão paraense com quatro vitórias seguidas de 1 a 0 sobre o Remo. Na última partida, o Papão venceu graças ao gol de Mendonça, aos 34 minutos do 1º tempo, chutando do círculo central do gramado do Mangueirão. O golaço deu a vitória e o título ao Bicolor.
- O empate de 0 a 0 entre Remo e Paysandu no dia 31 de janeiro de 1993, deu início à maior invencibilidade entre os principais clássicos do futebol brasileiro, se considerado o número de jogos. Foram 33 partidas (21 vitórias e 12 empates) em 4 anos, 5 meses e 24 dias.
- No dia 29 de julho de 1993, quando o Remo vencia o Paysandu por 1 a 0 (gol de Biro-Biro, de cabeça), na Curuzu, aos 19 minutos do 1º tempo o alambrado do estádio ruiu devido à grande pressão exercida pela torcida azulina. A partida foi suspensa e repetida posteriormente no Mangueirão.
- O último jogo do tabu ocorreu no dia 7 de maio de 1997, em um jogo inesquecível para a torcida azulina. O Paysandu vencia o jogo por 1 a 0 e o Remo estava sendo comandado por Agnaldo e Belterra, que davam orientações aos companheiros ao mesmo tempo em que jogavam pelo Leão. Os jogadores/treinadores resolveram botar o time ainda mais ofensivo e em 11 minutos o Remo marcou 3 gols e virou o jogo para a festa da torcida azulina.
- No dia 11 de julho de 1999, o Mangueirão recebeu 65 mil torcedores (maior público da história do estádio e da região Norte) na final do Campeonato Paraense disputado entre Remo e Paysandu. Com gol de Aílton, aos 2 minutos do 2º tempo, o Leão venceu o jogo e conquistou o 38º título da sua história, ultrapassando o rival e tornando-se o maior campeão paraense do século XX.
- O Re-Pa mais importante da história aconteceu na decisão do terceiro lugar do Módulo Amarelo da Copa João Havelange de 2000. Quem ganhasse, teria o direito de disputar as oitavas-de-final do Módulo Azul, correspondente à elite do futebol brasileiro. Na primeira partida, dia 12 de novembro, o Remo venceu o Paysandu por 3 a 2, um hat-trick de Robinho (recorde em Campeonatos Brasileiros). No segundo jogo, dia 19, Leão e Papão não passaram de um empate em 0 a 0. O resultado beneficiou o Clube do Remo que integrou o Módulo Azul naquele ficou conhecido como "O Re-Pa do Século".
- Na virada do milênio, o Paysandu experimentou a melhor fase da sua história e isso também refletiu no Re-Pa. Entre 2000 e 2002, o Papão aplicou a maior invencibilidade do século 21 (11 jogos). Nesse período, goleou o Remo por 4 a 1, em 3 de dezembro de 2000; por 4 a 0, em 22 de fevereiro de 2001, em pleno Baenão; e um novo 4 a 0, em 30 de junho de 2001, novamente no estádio azulino.
- Na data de 4 de abril de 2004, mais uma vez o Re-Pa decidia o Campeonato Paraense. Cerca de 50 mil pessoas viram os gols de Gian e Rodrigo, dar números finais ao jogo e o título de campeão com 100% de aproveitamento ao Clube do Remo, o único a conseguir esse feito na história do profissionalismo do futebol paraense (pós-1945).
- O jogo de número 700 do clássico mais disputado do futebol mundial ocorreu no dia 12 de abril de 2009. O Paysandu vinha melhor, tanto que o presidente Luis Omar Pinheiro afirmou que o Papão não deveria ter pena do miserável, no caso, o Clube do Remo. Contrariando as expectativas e reforçando a máxima de que em clássico não há favorito, o Leão venceu por 2 a 1, gols de Helinho e Beto, no jogo que ficou conhecido como a “Revolta dos Miseráveis”.
- No dia 16 de março de 2014, em partida válida pela semifinal da Copa Verde 2014, ocorreu a primeira transmissão do clássico em rede aberta nacional. A TV Esporte Interativo transmitiu a vitória do Paysandu por 1 a 0. Héverton foi o autor do gol bicolor.
- Em 18 de abril de 2015, pelo segundo jogo da semifinal da Copa Verde 2015, Remo e Paysandu decidiriam quem seria o finalista do torneio. Os bicolores haviam vencido o primeiro jogo por 2 a 0 e iam enfrentar um Remo mergulhado numa grande crise financeira. O favoritismo era total do Paysandu, mas não foi isso que se viu naquele dia. Com gols de Dadá e Sílvio, o Remo devolveu os 2 a 0 e levou a decisão para os pênaltis. Nas penalidades, o Leão venceu por 5 a 4 e avançou para a final, quando para muitos era uma possibilidade remota.
- Em 7 de maio de 2017, Remo e Paysandu decidiram o Campeonato Paraense. O primeiro jogo havia sido 1 a 1 e quem vencesse o jogo seguinte sairia campeão do certame. O Paysandu abriu o placar com Bérgson aos 30 minutos do primeiro tempo. O Remo empatou o jogo aos 4 minutos do segundo tempo com Rodrigo. O Paysandu estava há 3 jogos sem vencer o rival no ano, até que aos 45 minutos do segundo tempo, o predestinado Bérgson fez o gol da vitória bicolor levando a torcida alvi-azul ao delírio, devolvendo os 3 jogos de invencibilidade em cima do rival e sagrando o Paysandu bicampeão paraense, com 47 títulos.
- Em 8 de abril de 2018, Remo e Paysandu novamente decidiram o Campeonato Paraense, desta vez o Remo levou a melhor diante do rival com placar mínimo, assim conquistando o seu 45º título, porém o maior destaque foi o fato de ter vencido todos os 4 confrontos do ano diante do Paysandu, fato este conhecido como "as 4 peias".
- Figurando no grupo B da Série C de 2019, Remo e Paysandu se enfrentaram na última rodada da primeira fase, em 25 de agosto, em confronto que definiria os classificados à etapa seguinte. O empate de 1 a 1 acabou favorecendo o Paysandu, classificado com 28 pontos, enquanto o Remo, com 27 pontos, ficou pelo caminho.
- Entre 2019 e 2020, o Paysandu ficou 10 jogos sem perder para o Clube do Remo. O último jogo, em 6 de setembro de 2020, foi o que garantiu o título do Campeonato Paraense de Futebol de 2020: 1 a 0.
- Em contrapartida, o Remo quebrou o mini tabu bicolor ao vencer o Re-Pa, em 3 de outubro de 2020, por 3 a 2, na nona rodada da primeira fase da Série C. Ainda nessa competição, os rivais ainda se enfrentariam em mais três oportunidades, sendo a última delas em 10 de janeiro de 2021. Na ocasião, estava em jogo o acesso para Série B: uma vitória era o suficiente para o Paysandu; já o Remo, além do triunfo, dependia do resultado do jogo entre Londrina e Ypiranga-RS, no Paraná. Assim, o clássico foi tratado pela imprensa e pelas torcidas como uma reedição do "Re-Pa do Século", mas agora do século 21. O Remo acabou vencendo por 1 a 0, gol de Salatiel e, com o empate de 1 a 1 no outro jogo, conseguiu o acesso para a Segunda Divisão. O Leão terminou a Série C sem perder para o Paysandu (três vitórias e um empate).
- Pela Copa Verde de 2021, Remo e Paysandu se enfrentaram pelas semifinais após insucessos no Campeonato Brasileiro - enquanto o Paysandu não conseguiu o acesso para a Série B, o Remo caiu para a Série C. Na ida, empate de 2 a 2 na Curuzu. Na volta, o Leão venceu por 2 a 0, no Baenão, 19 anos após do estádio azulino receber seu último clássico, e classificou-se para a final. O atacante Neto Pessoa foi o responsável por marcar todos os quatro gols azulinos nos jogos.
- Em 2022, Leão e Papão chegaram às finais do Campeonato Paraense. No primeiro jogo, o Remo surpreendeu e goleou por 3 a 0, no Baenão.[17] Na volta, o Paysandu teve um início arrasador e já no primeiro tempo igualou o placar. Porém, na segunda etapa, o lateral-direito Leonan marcou o gol que garantiu o título do Clube do Remo na casa do rival. [18] A ocasião ficou ainda marcada pelo "apagão" dos refletores da Curuzu, fato que ganhou repercussão nacional e foi muito comentado pelos torcedores em geral.[19]

## Curiosidades
- O Re-Pa é um dos poucos clássicos do Brasil que ainda permite presença das duas torcidas em dia de jogo.
- Os estádios privados do Paysandu (Curuzu) e Remo (Baenão) têm uma distância de cerca de 200 metros, esta é a 2ª menor distância entre estádios de rivais do mundo, perdendo apenas para 2 times da Escócia na cidade de Dundee, cidade esta que é quase 16 vezes menor que Belém.
- As sedes do Remo e Paysandu ficam a 600 metros de distância uma da outra na Avenida Nazaré em Belém.